# 的星號

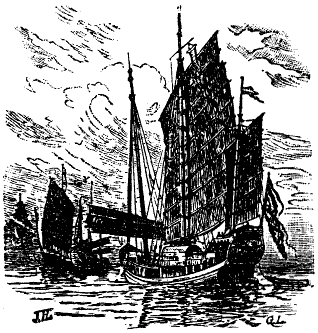
中國三桅帆船，帶船尾炮倉

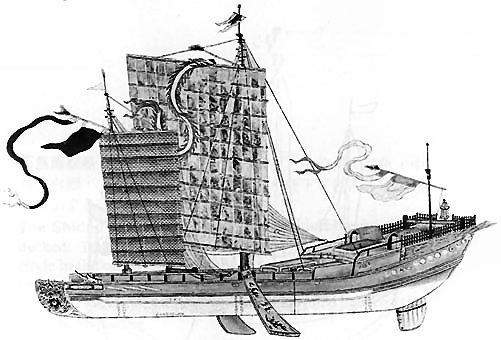
中國宋代帆船

的星號（根據外文記載爲Tek Sing）是一條中國清代廈門港的三桅遠洋貨輪。該貨輪搭載1600人及大量中國瓷器，於1822年南中國海一帶沉沒，船中約208人生還遇救。其殘骸在1999年被英國海事打撈家米高哈查(Michael Hatcher)發現。沉船中的瓷器經打撈後，于2000年在德國斯圖加特的火車站拍賣，收益超過1000萬美元。
這艘木制的帆船長約55米，寬10米，有5個船艙，3個桅杆及可調角度的帆，最高的桅杆高35米。船頭爲典型的四棱形，畫有眼睛；船尾有炮倉，裝備大炮。貨船載量約爲1000噸。甲板上搭建有附加的艙房和帳篷。比較特殊的是，在水線之上有環船的1米寬的邊緣，以便船員交通于船首和船尾之間。
1822年（清道光2年）1月14日，的星號滿載出廈門港，駛向爪哇島的巴達維亞（今雅加達）。航線經臺灣海峽、越南和馬來亞海岸至馬六甲海峽東口。船上約有1800人，其中1600人是前去爪哇落戶的移民，主要是甘蔗園工作的勞工及其家人。大量的向外移民表明，當時清朝經濟、社會和政治局面相當緊張（參見鴉片戰爭）。搭乘者中只有少數擁有船艙，大多數人擠在狹小的空間中，環境非常惡劣。除了載人以外，船艙内還載有貴重的貨物，包括19世紀，甚至17和18世紀的大量瓷器，據說大部將在荷蘭當時領有的雅加達港賣掉。剩餘的空間，包括瓷器内和瓷器之間還填滿了各種茶葉（同時也是爲了保護瓷器）。此外還有生絲、漆器、竹制家具、墨、紙、朱砂、玳瑁甲和珍珠貝、香料、檀木、乳香、安息香和沒藥、器械。

## 外部連結
- 沉船之星
- 清代古沉船被老外捞走（焦点视线）  （页面存档备份，存于）
- 【文摘】海盗得宝